# Patinação de velocidade em pista curta nos Jogos Olímpicos de Inverno de 2018

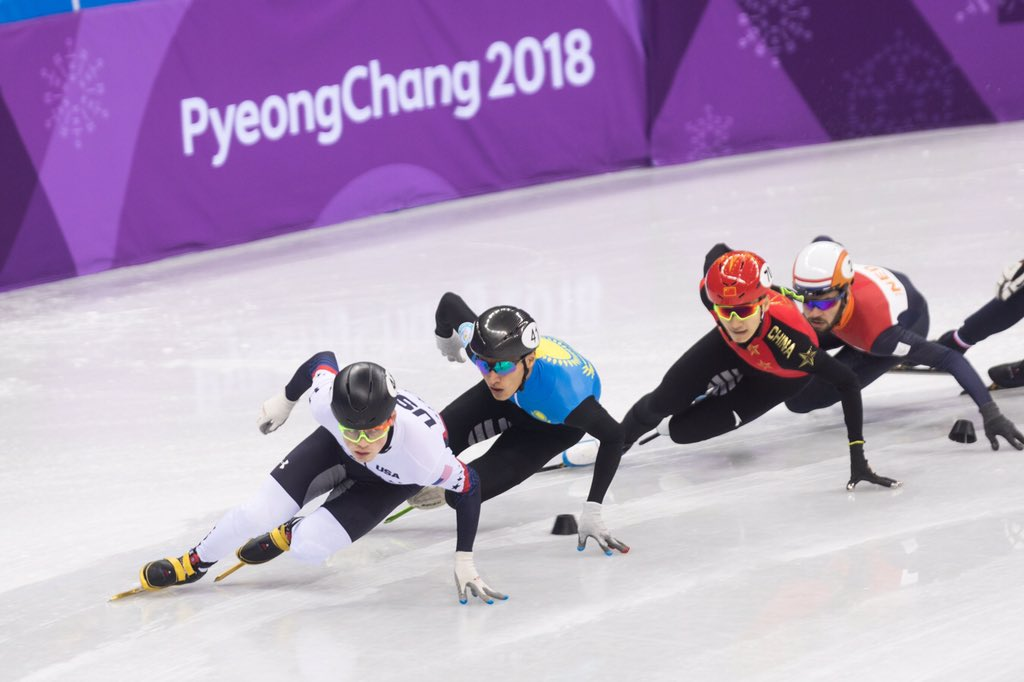
Uma das baterias preliminares da prova dos 1500 metros masculino.

As competições de patinação de velocidade em pista curta nos Jogos Olímpicos de Inverno de 2018 foram realizadas na Arena de Gelo Gangneung, localizada na subsede de Gangneung. Os oito eventos ocorreram entre 10 e 22 de fevereiro.

## Programação
A seguir está a programação da competição para os oito eventos da modalidade.
Horário local (UTC+9).
| Data            | Horário | Evento                                       |
| --------------- | ------- | -------------------------------------------- |
| 10 de fevereiro | 19:00   | 500 m feminino – eliminatórias               |
| 10 de fevereiro | 19:00   | Revezamento 3000 m feminino – eliminatórias  |
| 10 de fevereiro | 19:00   | 1500 m masculino – finais                    |
| 13 de fevereiro | 19:00   | 1000 m masculino – eliminatórias             |
| 13 de fevereiro | 19:00   | Revezamento 5000 m masculino – eliminatórias |
| 13 de fevereiro | 19:00   | 500 m feminino – finais                      |
| 17 de fevereiro | 19:00   | 1500 m feminino – finais                     |
| 17 de fevereiro | 19:00   | 1000 m masculino – finais                    |
| 20 de fevereiro | 19:00   | 1000 m feminino – eliminatórias              |
| 20 de fevereiro | 19:00   | 500 m masculino – eliminatórias              |
| 20 de fevereiro | 19:00   | Revezamento 3000 m feminino – finais         |
| 22 de fevereiro | 19:00   | 500 m masculino – finais                     |
| 22 de fevereiro | 19:00   | 1000 m feminino – finais                     |
| 22 de fevereiro | 19:00   | Revezamento 5000 m masculino – finais        |

## Medalhistas
Masculino
| Evento                      | Ouro                                                                 | Prata                                                            | Bronze                                                                |
| --------------------------- | -------------------------------------------------------------------- | ---------------------------------------------------------------- | --------------------------------------------------------------------- |
| 500 m detalhes              | Wu Dajing CHN China                                                  | Hwang Dae-heon KOR Coreia do Sul                                 | Lim Hyo-jun KOR Coreia do Sul                                         |
| 1000 m detalhes             | Samuel Girard CAN Canadá                                             | John-Henry Krueger USA Estados Unidos                            | Seo Yi-ra KOR Coreia do Sul                                           |
| 1500 m detalhes             | Lim Hyo-jun KOR Coreia do Sul                                        | Sjinkie Knegt NED Países Baixos                                  | Semion Elistratov OAR Atletas Olímpicos da Rússia                     |
| Revezamento 5000 m detalhes | Shaoang Liu Shaolin Sándor Liu Viktor Knoch Csaba Burján HUN Hungria | Wu Dajing Han Tianyu Xu Hongzhi Chen Dequan Ren Ziwei* CHN China | Samuel Girard Charles Hamelin Charle Cournoyer Pascal Dion CAN Canadá |

Feminino
| Evento                      | Ouro                                                                            | Prata                                                                     | Bronze                                                                                |
| --------------------------- | ------------------------------------------------------------------------------- | ------------------------------------------------------------------------- | ------------------------------------------------------------------------------------- |
| 500 m detalhes              | Arianna Fontana ITA Itália                                                      | Yara van Kerkhof NED Países Baixos                                        | Kim Boutin CAN Canadá                                                                 |
| 1000 m detalhes             | Suzanne Schulting NED Países Baixos                                             | Kim Boutin CAN Canadá                                                     | Arianna Fontana ITA Itália                                                            |
| 1500 m detalhes             | Choi Min-jeong KOR Coreia do Sul                                                | Li Jinyu CHN China                                                        | Kim Boutin CAN Canadá                                                                 |
| Revezamento 3000 m detalhes | Shim Suk-hee Choi Min-jeong Kim Ye-jin Kim A-lang Lee Yu-bin* KOR Coreia do Sul | Arianna Fontana Lucia Peretti Cecilia Maffei Martina Valcepina ITA Itália | Suzanne Schulting Yara van Kerkhof Lara van Ruijven Jorien ter Mors NED Países Baixos |

* Participou apenas das eliminatórias, mas recebeu medalha.

## Quadro de medalhas
| Ordem | País                            | Medalha de ouro | Medalha de prata | Medalha de bronze |    | Ordem por total |
| ----- | ------------------------------- | --------------- | ---------------- | ----------------- | -- | --------------- |
| 1     | KOR Coreia do Sul               | 3               | 1                | 2                 | 6  | 1               |
| 2     | CAN Canadá                      | 1               | 1                | 3                 | 5  | 2               |
| 3     | NED Países Baixos               | 1               | 2                | 1                 | 4  | 3               |
| 4     | CHN China                       | 1               | 2                |                   | 3  | 4               |
| 5     | ITA Itália                      | 1               | 1                | 1                 | 3  | 4               |
| 6     | HUN Hungria                     | 1               |                  |                   | 1  | 6               |
| 7     | USA Estados Unidos              |                 | 1                |                   | 1  | 6               |
| 8     | OAR Atletas Olímpicos da Rússia |                 |                  | 1                 | 1  | 6               |
| TOTAL | TOTAL                           | 8               | 8                | 8                 | 24 | —               |